# Sloupnice

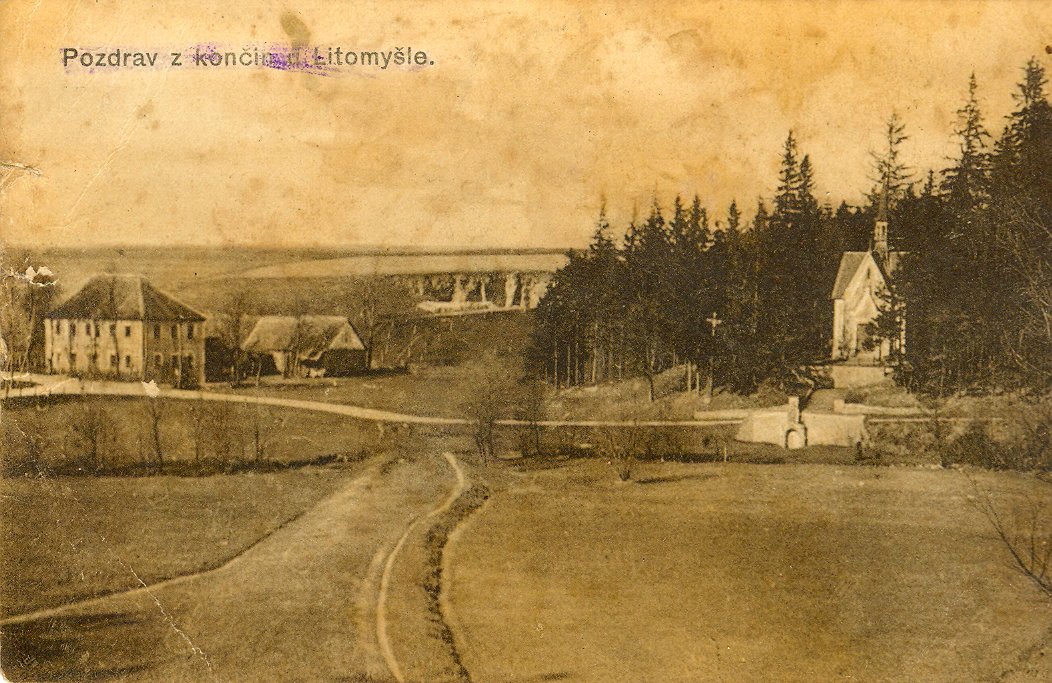
Pohlednice z Končin u Litomyšle z počátku 20. století

Sloupnice (j. č., tedy: ta Sloupnice, do Sloupnice, ve Sloupnici, v Horní/Dolní Sloupnici [místně hovorově - na Horní/Dolní Sloupnici], sloupnický [místně hovorově - sloupenský], Sloupničan [místně hovorově - Sloupeňák]) je velká obec v okrese Svitavy v Pardubickém kraji na východě Čech, v údolí u hranic s okresem Ústí nad Orlicí, asi 6 km severně od historického města Litomyšl. Má přibližně 1 800 obyvatel.

## Administrativní členění
Obec se skládá z následujících částí:
- Dolní Sloupnice (se samotou Džbánovec)
- Horní Sloupnice
- Končiny – mají dohromady vlastní řadu čísel popisných, ale evidenčně jsou rozděleny na dvě části obce podle katastrálního rozdělení: dolní část Končiny 1.díl spadá do katastrálního území Dolní Sloupnice, horní část (samota) Končiny 2.díl se dvěma domy (a pramenem s kaplí v k. ú. Kornice) spadá do katastrálního území Horní Sloupnice.

V roce 1869 k obci patřil Vlčkov.

## Název
Název Sloupnice je odvozen pravděpodobně od slova slup, což je archaismus pro klec na chytání ryb. Nejedná se tedy o odvozeninu od slova sloup. Na historických mapách lze Sloupnici nalézt pod názvem Sloupnitz (nebo Zlupnitz), její jednotlivé části pak pod názvy Ober Sloupnitz (Horní Sloupnice), Unter Sloupnitz (Dolní Sloupnice), Cončin (Končiny) a Džbánowec (Džbánovec). Jméno osady Džbánovec odkazuje na nedaleký Džbánov, mezi nímž a Sloupnicí osada leží.

## Topografie
Vesnice Sloupnice je německého typu, tj. protáhlá lesně-lánová vesnice sledující říční tok nebo pozemní komunikaci bez zjevné návsi nebo náměstí. Rozkládá se v údolí východně od Českotřebovské pahorkatiny a severně od Českomoravské vrchoviny podél silnice z Ústí nad Orlicí do Vysokého Mýta. Tuto pozemní komunikaci, protínající obec ve směru SV-JZ a posléze ve směru východ-západ, sleduje potok Bílá Labuť (též zvaný Sloupenský, Sloupnický nebo Labuťka). Nejvyšším bodem vesnice je Šuráňkův kopec nacházející se v SV části obce.

## Historie
Předpokládá se, že první kolonizace oblasti proběhla již na přelomu 12. století. Podle listiny z roku 1200 je patrno, že v oblasti již existovala kultivovaná půda, ale zmínky o osídlení chybí.
První písemná zmínka o obci se datuje letopočtem 1292, kdy král Václav II. daroval lanšperské panství cisterciáckému klášteru na Zbraslavi. Počátkem 14. století je jako majitel obce uváděn Vítek ze Švábenic. Na konci 14. století byla obec rozdělena na několik dílů s různými majiteli.
V letech 1867–1868 byl v obci založen a postaven klášter Kongregace Milosrdných sester sv. Karla Boromejského. Tento řád se zabýval výchovou a vyučováním dívek. Klášterní škola byla v roce 1942 uzavřena a budova začala sloužit nemocným dětem a později i jako Charitní domov pro přestárlé. Klášter byl postupně transformován na státní domov důchodců. Od roku 1985 pracují v domově pouze civilní zaměstnanci.
K 1. lednu 2007 přešla Sloupnice společně s Vlčkovem a Němčicemi z okresu Ústí nad Orlicí pod okres Svitavy. 
Předsedové MNV a starostové po znovusjednocení obcí Horní Sloupnice a Dolní Sloupnice: 1976-1981 Jarmil Štarman (KSČ), 1981-1990 Jan Pecháček (KSČ), 1990-1998 Jaroslav Mikulecký, 1998-2022 Josef Škeřík (STAN), 2022-20XX Milan Bečička.    

## Infrastruktura
Sloupnice je středisková obec. Za zdravotnictvím a školstvím do ní dojíždějí obyvatelé okolních obcí (Voděrady, Džbánov, České Heřmanice aj.).
- mateřská škola
- základní škola – 9 ročníků
- zdravotní středisko
- pošta
- domov důchodců
- obecní úřad – matrika a stavební úřad
- katolický kostel, Římskokatolická farnost Horní Sloupnice
- evangelický kostel, Farní sbor Českobratrské církve evangelické v Sloupnici

## Pomístní jména
Některá jména polních tratí a zažitá pojmenování:
- Vesnička – skupina několika domů, nejvýše položená část obce, u odbočky na Řetovou, součást Horní Sloupnice
- Rafanda – část obce vzniklá ve druhé polovině 20. století výstavbou rodinných domů, součást Horní Sloupnice
- Drahy – ulice procházející kolem evangelického hřbitova, na hranici Horní a Dolní Sloupnice
- U Vašinů – lidový název pro autobusovou stanici, leží zhruba uprostřed obce
- Malá Strana – polnosti ležící severně od obce, směrem na Džbánov a Voděrady
- Velká Strana – polnosti na jih od obce, směrem na Vlčkov a Litomyšl
- Nejedlého kopec (Nejedlák) – vrch, na němž je mj. katolický kostel a hřbitov; na jeho úpatí hraničí Horní a Dolní Sloupnice; název dle někdejšího obchodníka Jaroslava Nejedlého
- Podole – nejvnitřnější část Dolní Sloupnice, bezprostřední okolí potoka po celé délce této části obce
- Rokle – přirozený údolní předěl zhruba uprostřed Dolní Sloupnice, na její severní straně
- Most – nejzápadnější a nejníže položená část obce; název dle tamějšího přemostění potoka

## Sousední obce
Ze Sloupnice se lze po pozemních komunikacích dostat do těchto obcí:
- České Heřmanice – části Borová, Chotěšiny, Netřeby
- Litomyšl – část Kornice
- Němčice – části Němčice, Podrybník
- Řetová
- Řetůvka
- Voděrady – části Džbánov, Voděrady
- Vlčkov

## Významní rodáci
- František Maloch (1862–1940), učitel, botanik
- Vojtěch Vanický (1898–1983), architekt, stavitel
- Jiří Mikulecký (1918–2007), pilot 312. československé stíhací perutě Royal Air Force, hrdina knihy „Štvancem svědomí“ od Josefa Havla, známý též pod jménem George John Desmond[11]
- Manka Sedláčková (1923-1945), hrdinka a mučednice domácího odboje za druhé světové války
- Jan Šplíchal (1929–2019), fotograf
- Václav Jireček (*1933), politik ČSSR
- Aktivní účastníci, hrdinové a mučedníci domácího odboje za druhé světové války, rodištěm i bydlištěm z Horní Sloupnice, popravení nacisty na Zámečku v Pardubicích 03. června 1942 coby vůbec první východočeské hrdelní oběti tzv. heydrichiády: Miroslava Horská (*1918; dcera Josefa Průška a sestra Otakara Průška), Stanislav Mikulecký (*1895; manžel Anny Mikulecké), Anna Mikulecká (*1896; manželka Stanislava Mikuleckého), Josef Průšek (*1889; otec Miroslavy Horské a Otakara Průška), Otakar Průšek (1923; syn Josefa Průška a bratr Miroslavy Horské)

## Další osobnosti
- Petr ze Sloupnice, za překotných husitských časů v letech 1429-1454 poslední místní šlechtický pán; zeman sídlící na tvrzi v sousedství kostela; litomyšlský leník
- János Breznay (okolo 1755–1800) byl evangelickým farářem helvetského vyznání. Do Čech (do Sloupnice) přišel 16. června 1783 z Uher. V období 1784–1788 byl farářem ve Sloupnici, v období 1789-1800 byl farářem ve Velimi, kde 18. května 1800 umírá ve věku 45 let na mrtvici po dlouhotrvající nemoci. Zanechal po sobě manželku Dorotu.

## Galerie

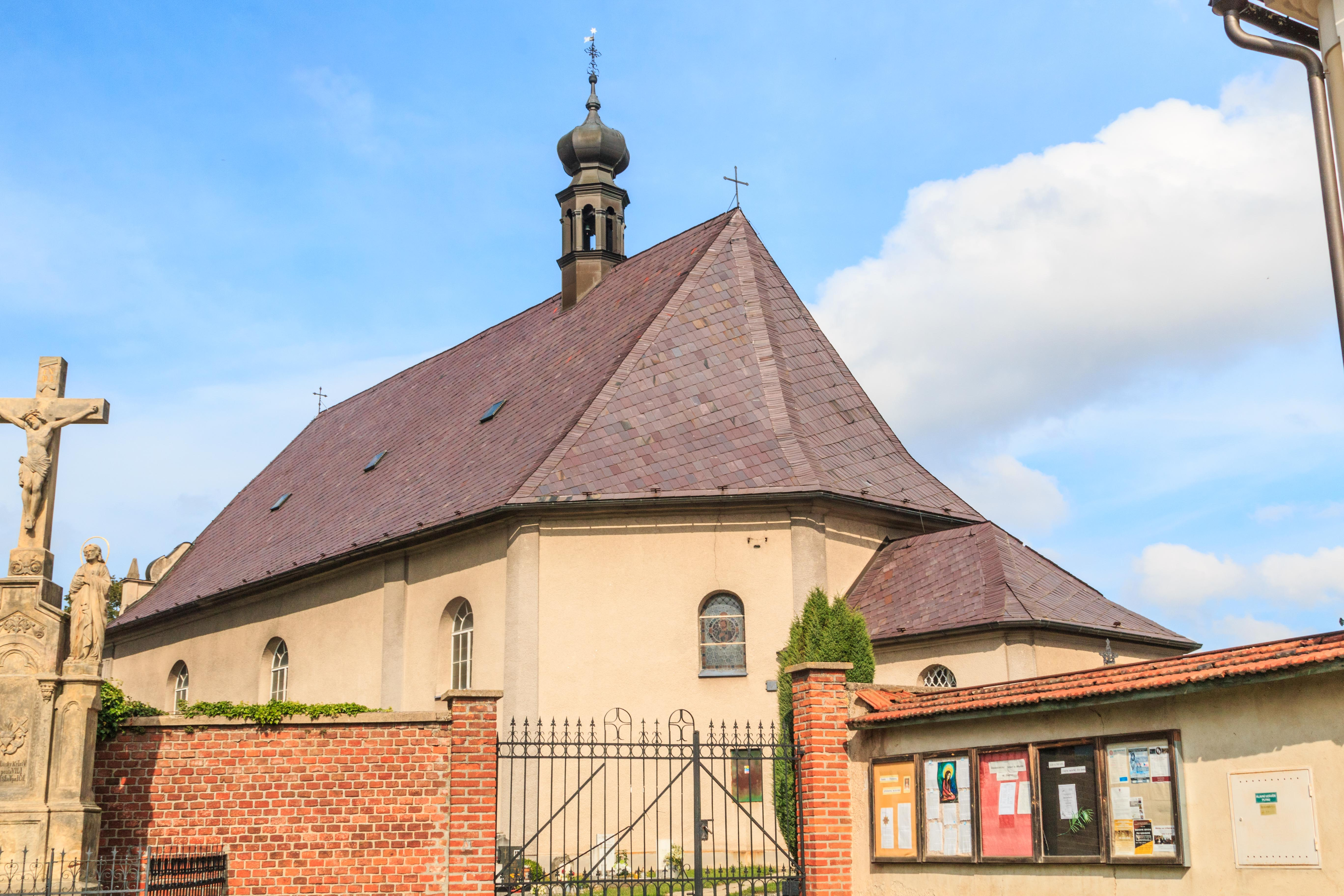
Horní Sloupnice - kostel Svatého Mikuláše
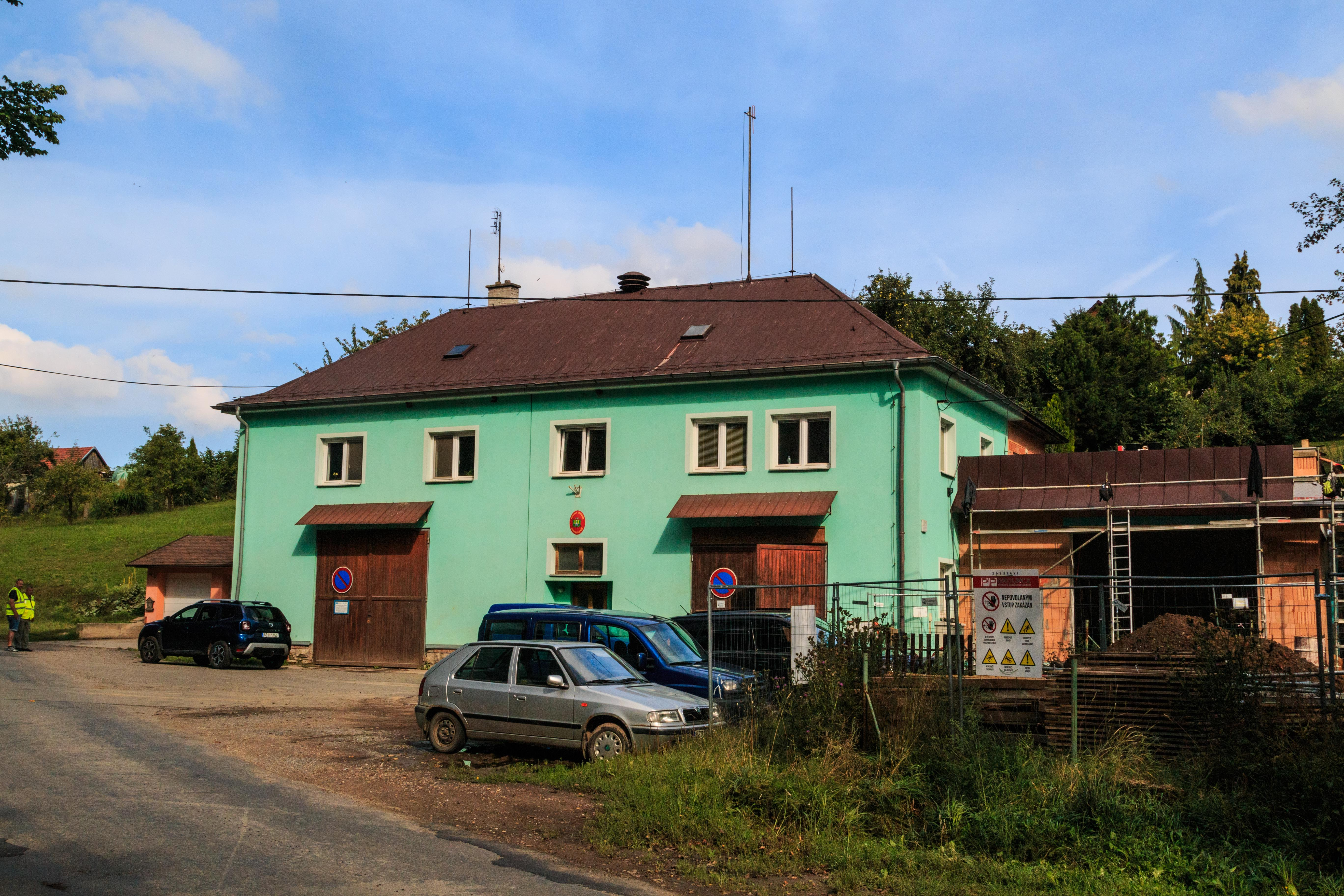
Horní Sloupnice – hasičská zbrojnice
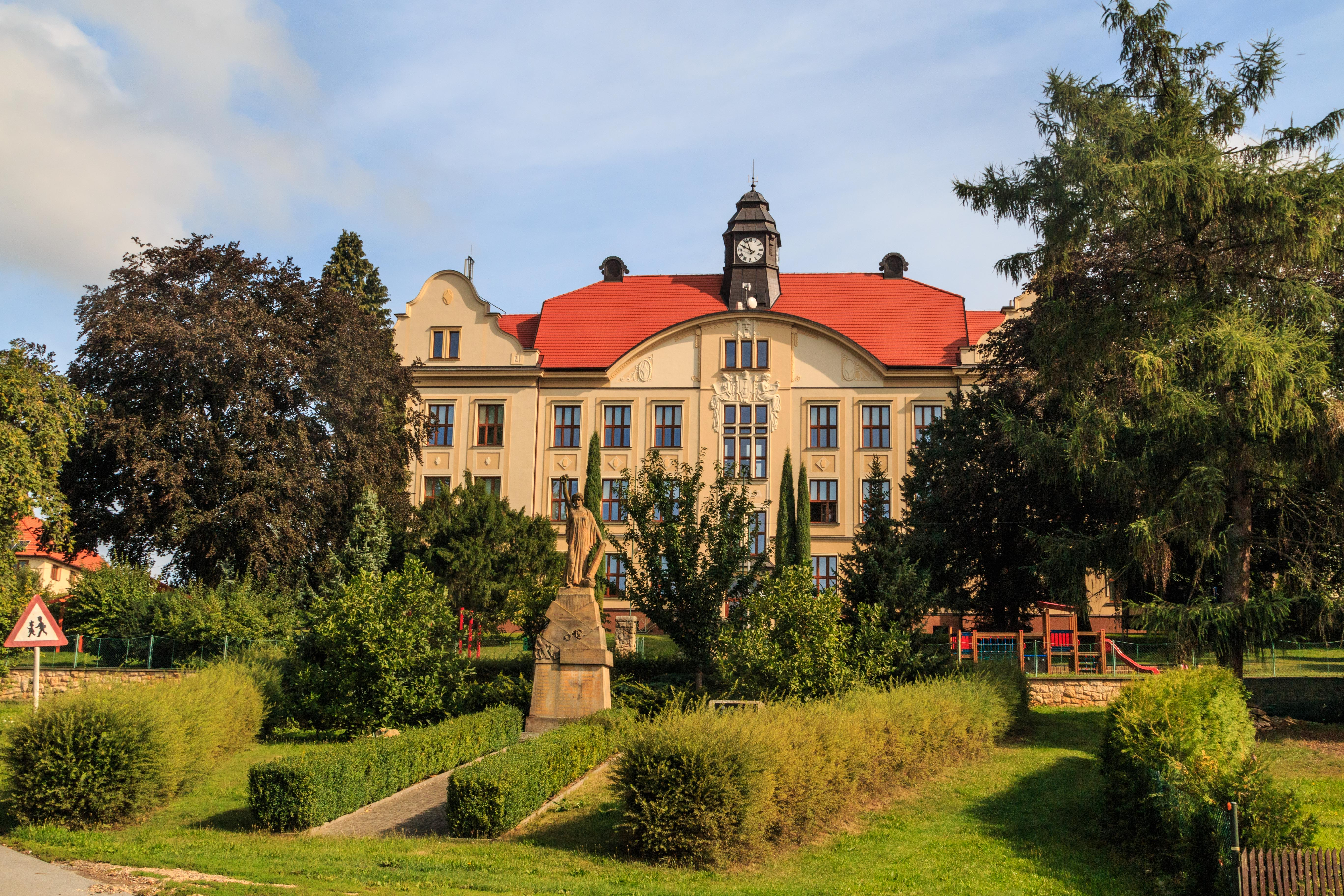
Horní Sloupnice – škola
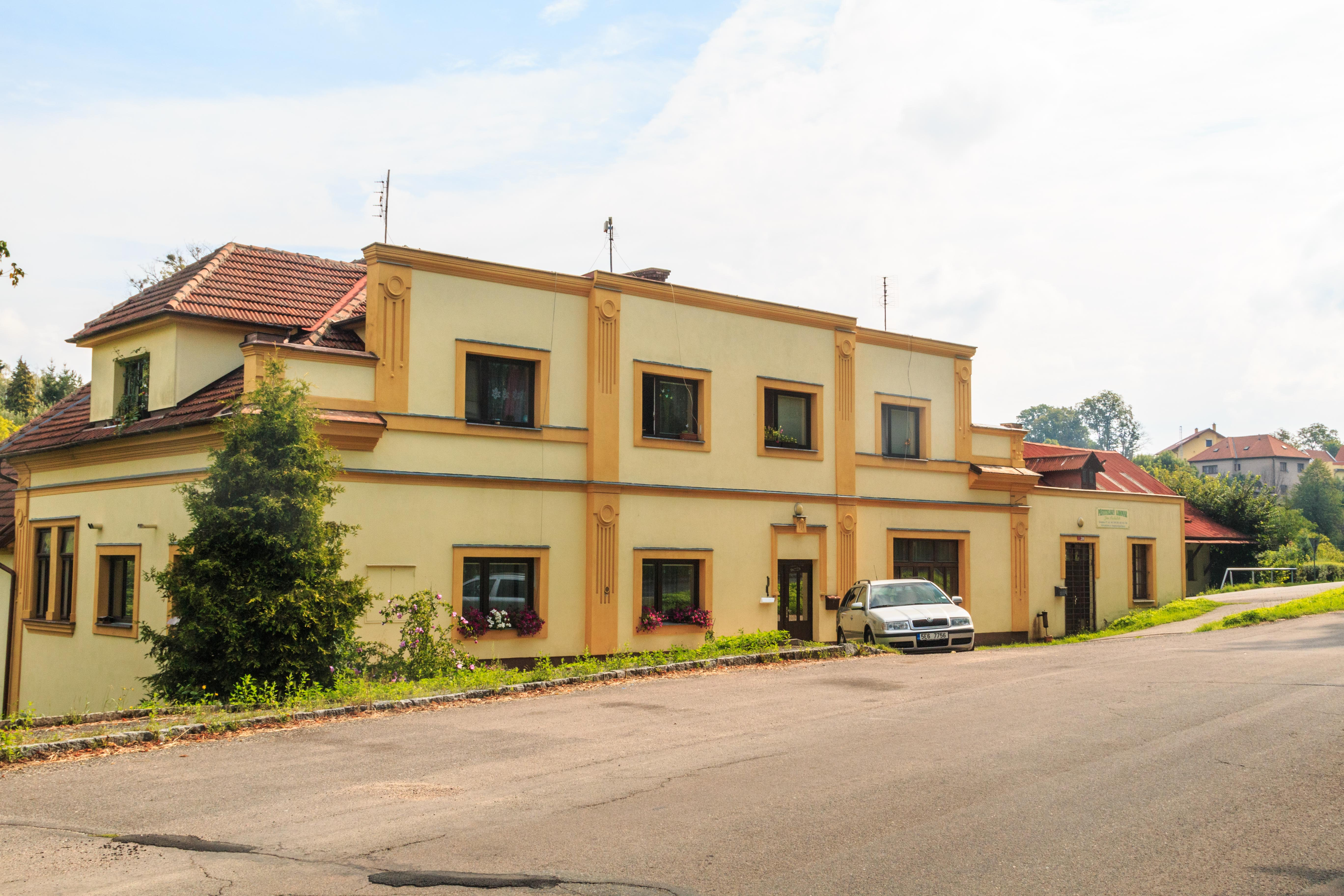
Dolní Sloupnice – lihovar
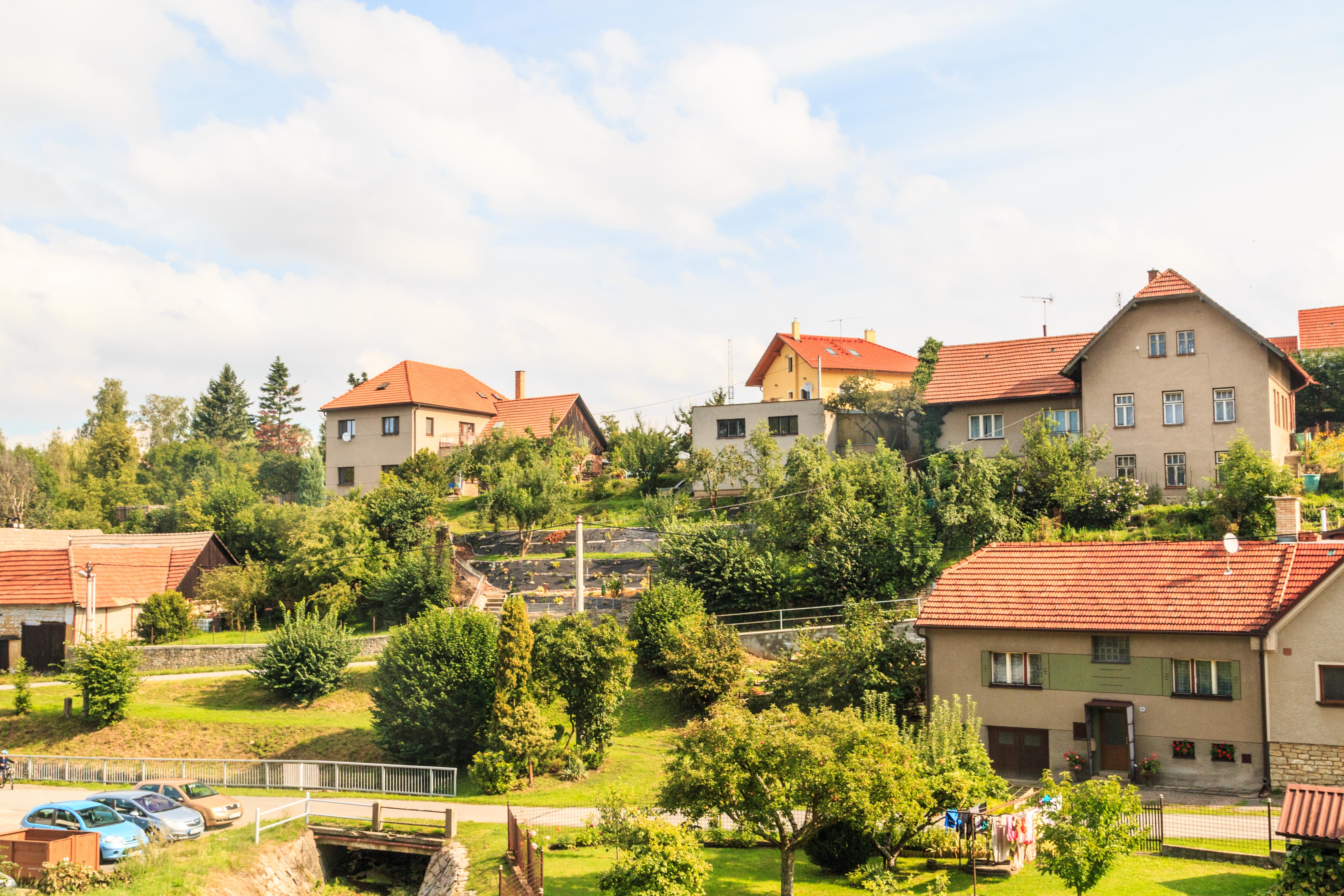
Dolní Sloupnice – dům čp. 51
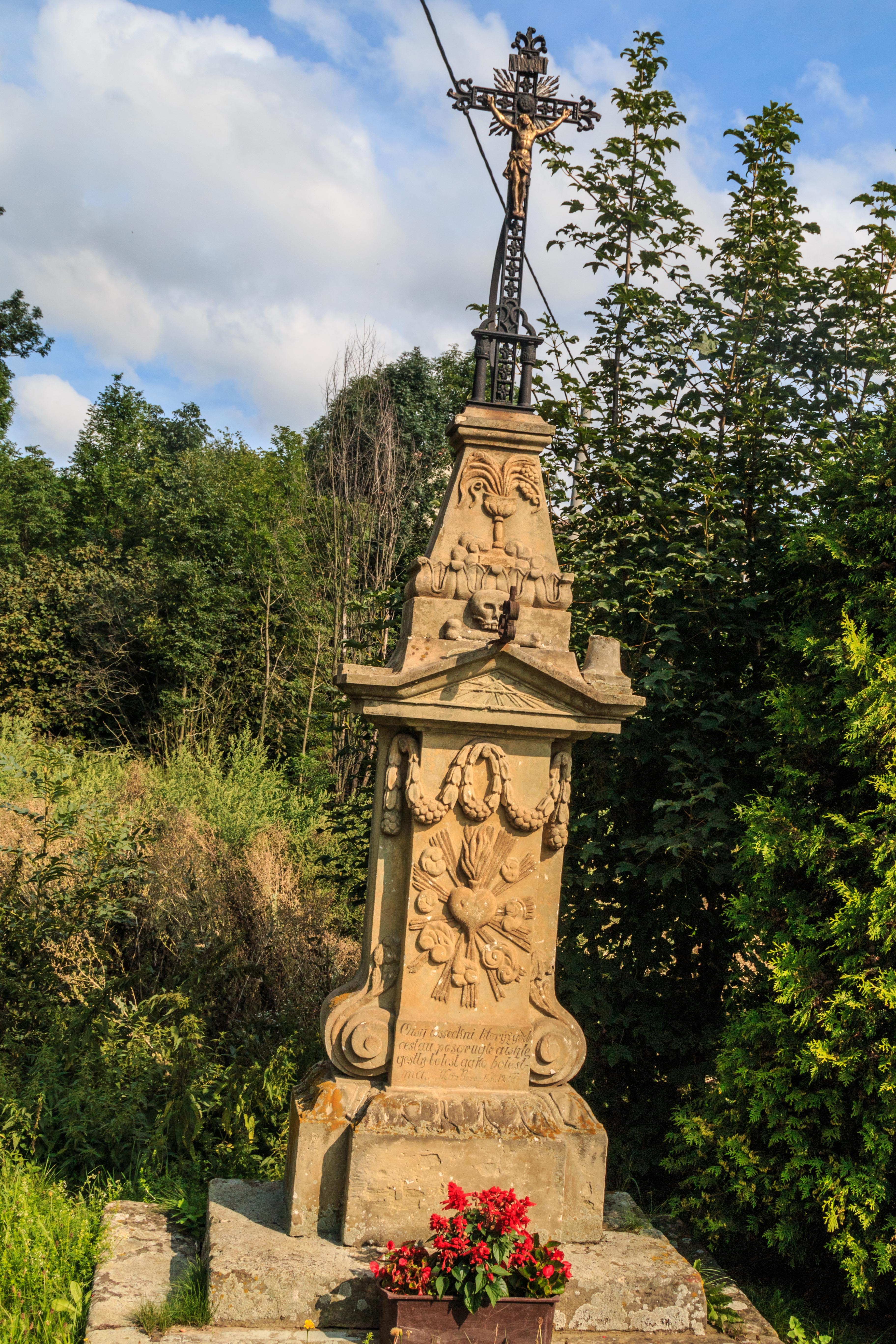
Dolní Sloupnice – kříž
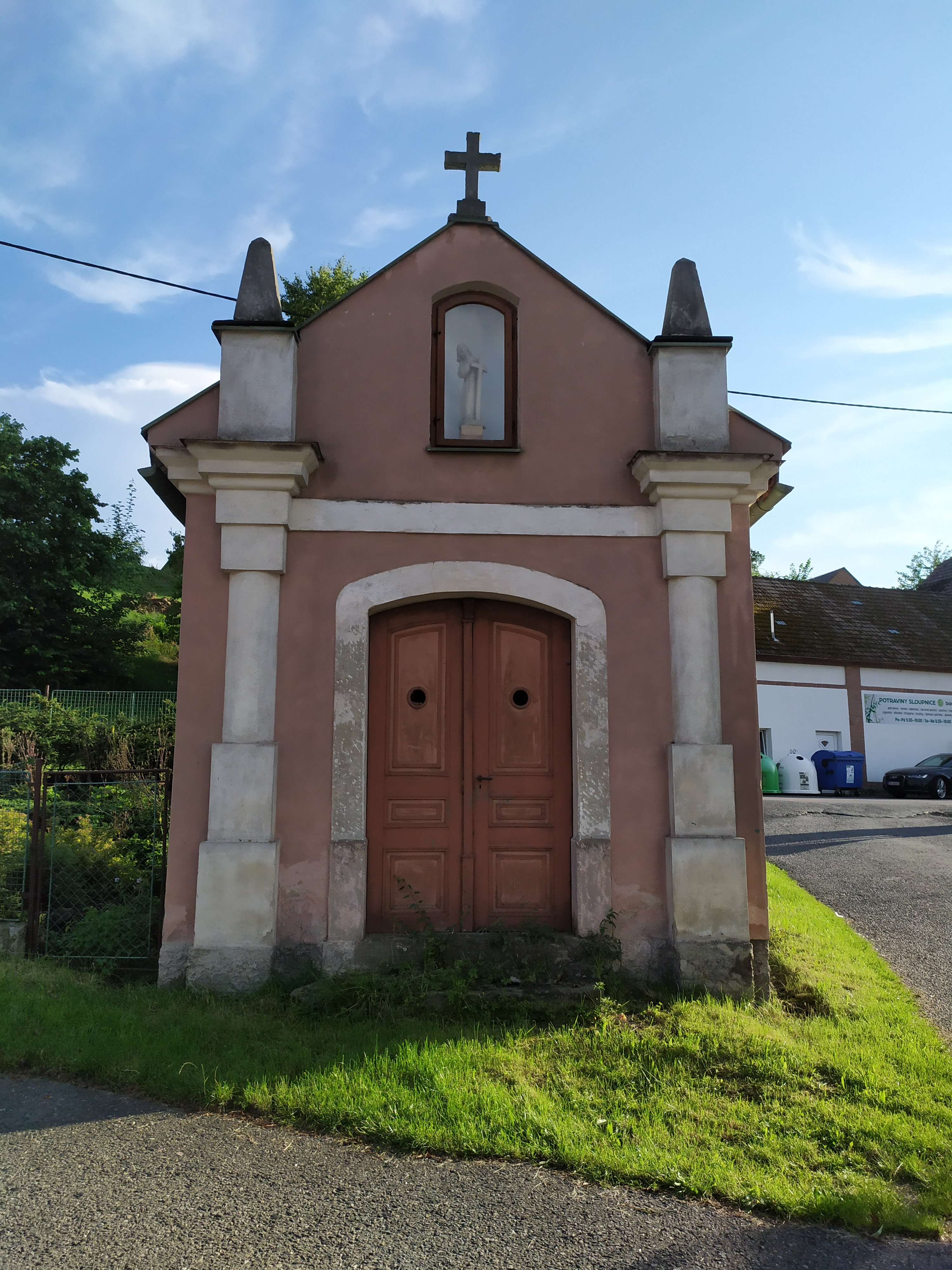
Kaple Nejsvětější Trojice na Dolní Sloupnici
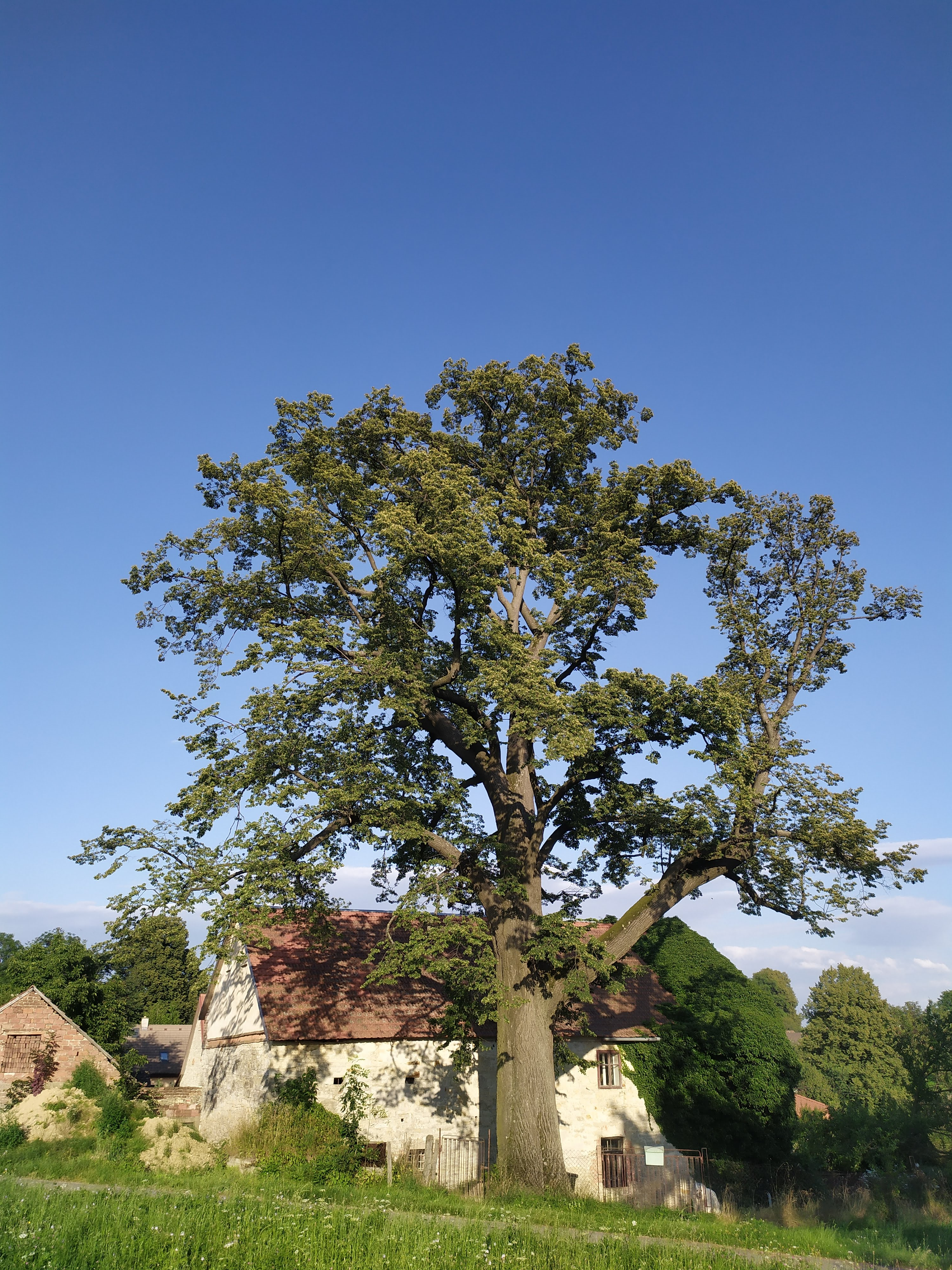
Památná lípa srdčitá
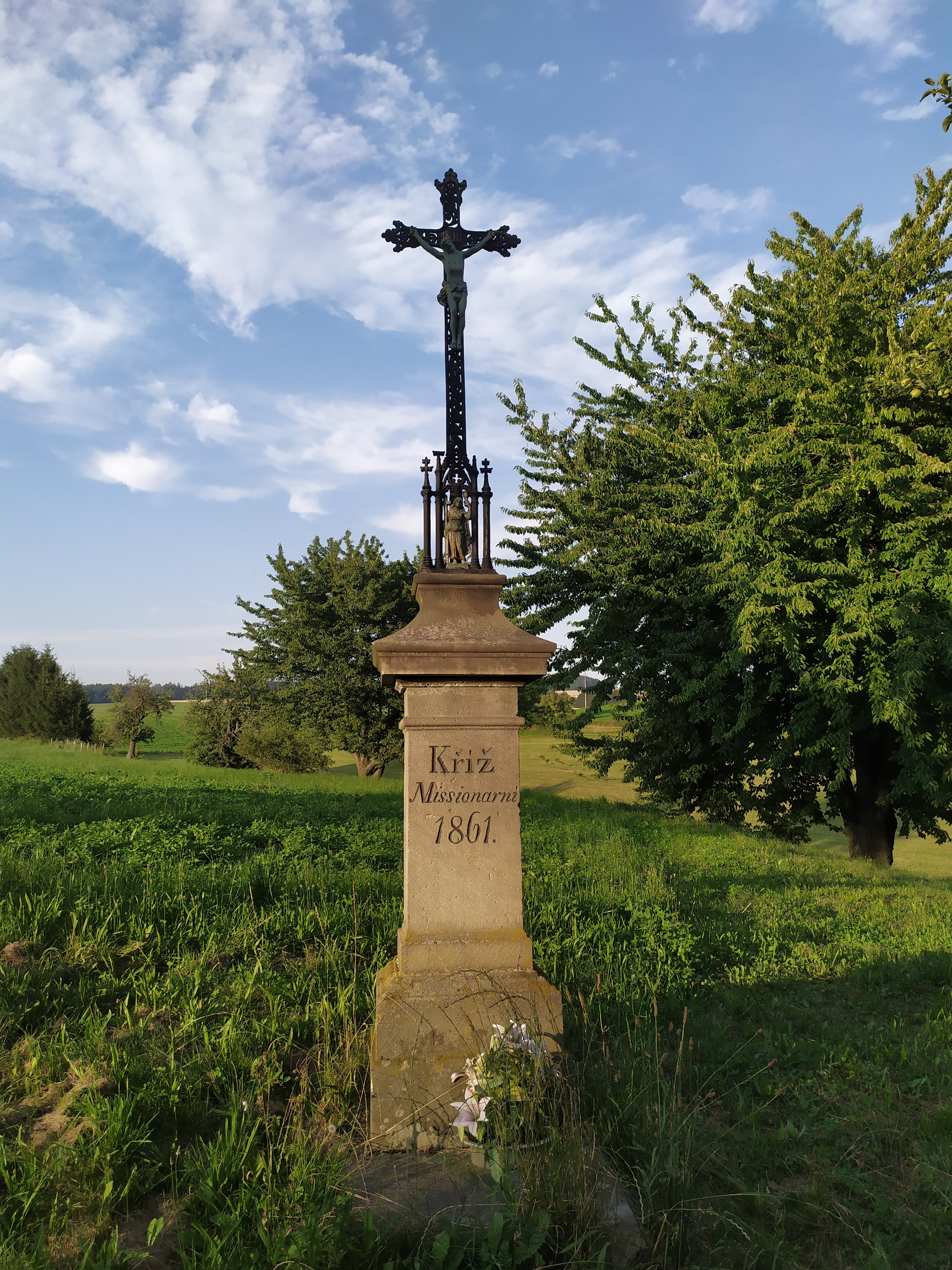
Kříž ve Sloupnici u cesty ke Džbánovu
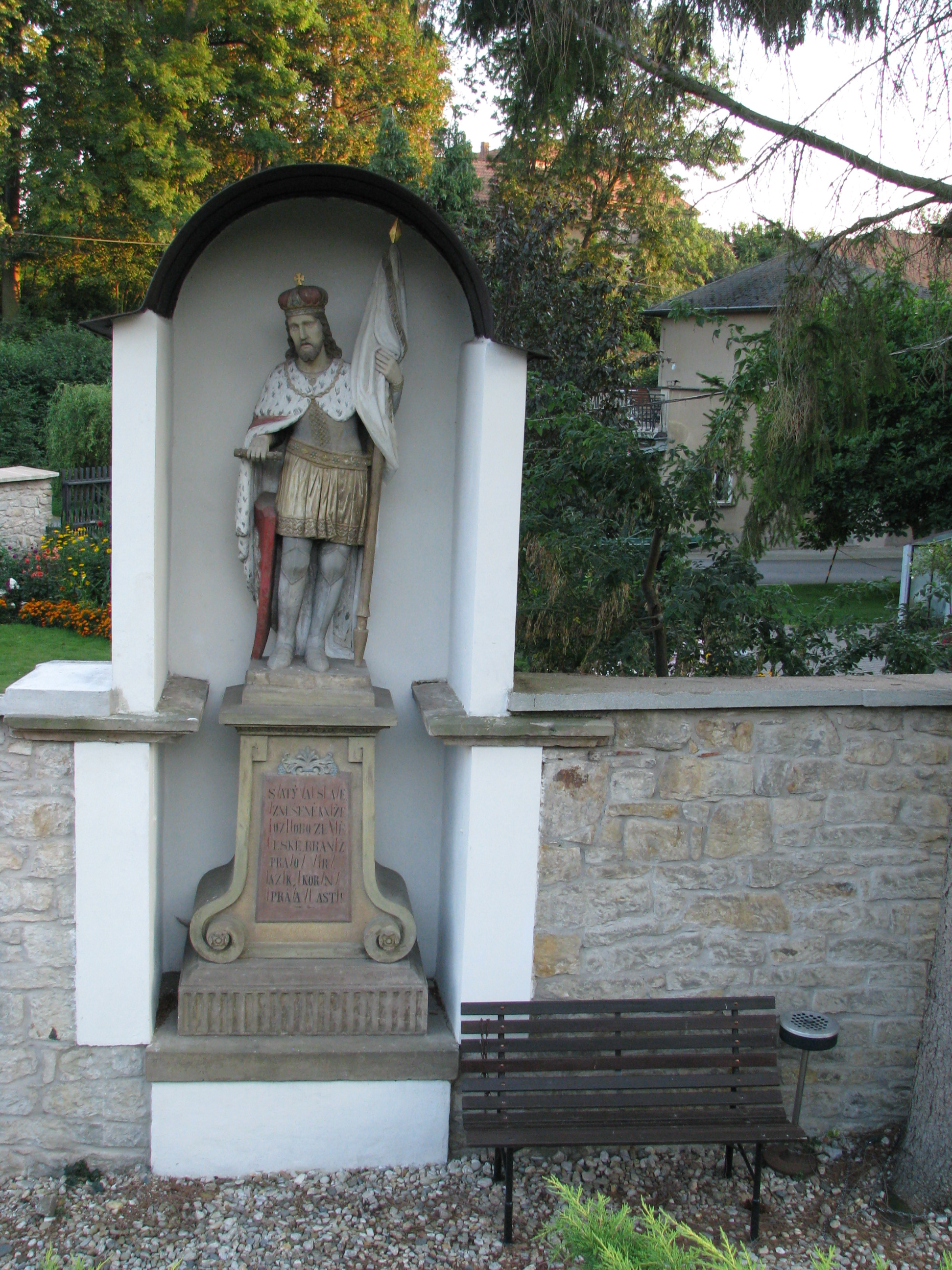
Socha Svatého Václava na Horní Sloupnici
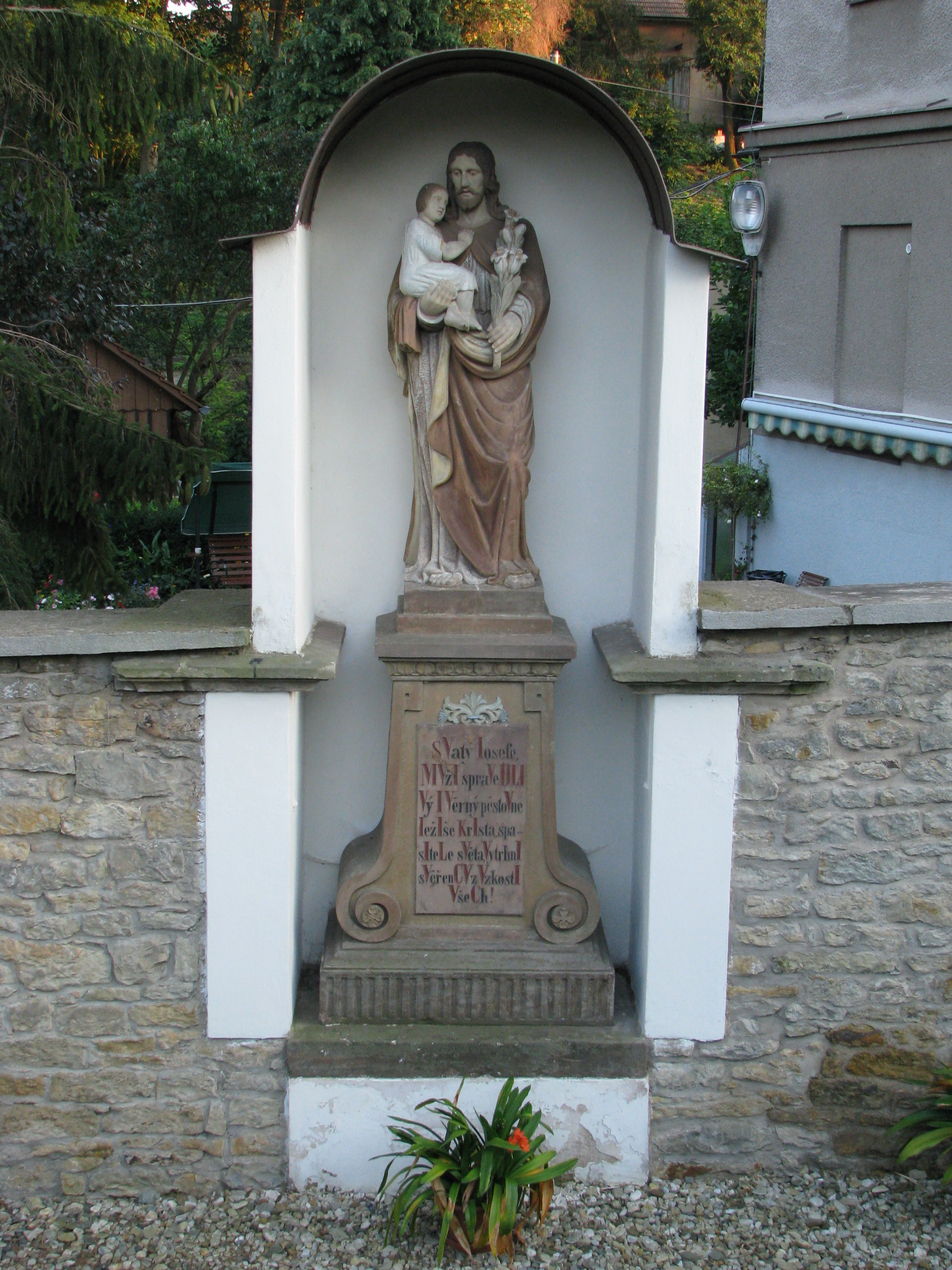
Socha Svatého Josefa Nazaretského na Horní Sloupnici
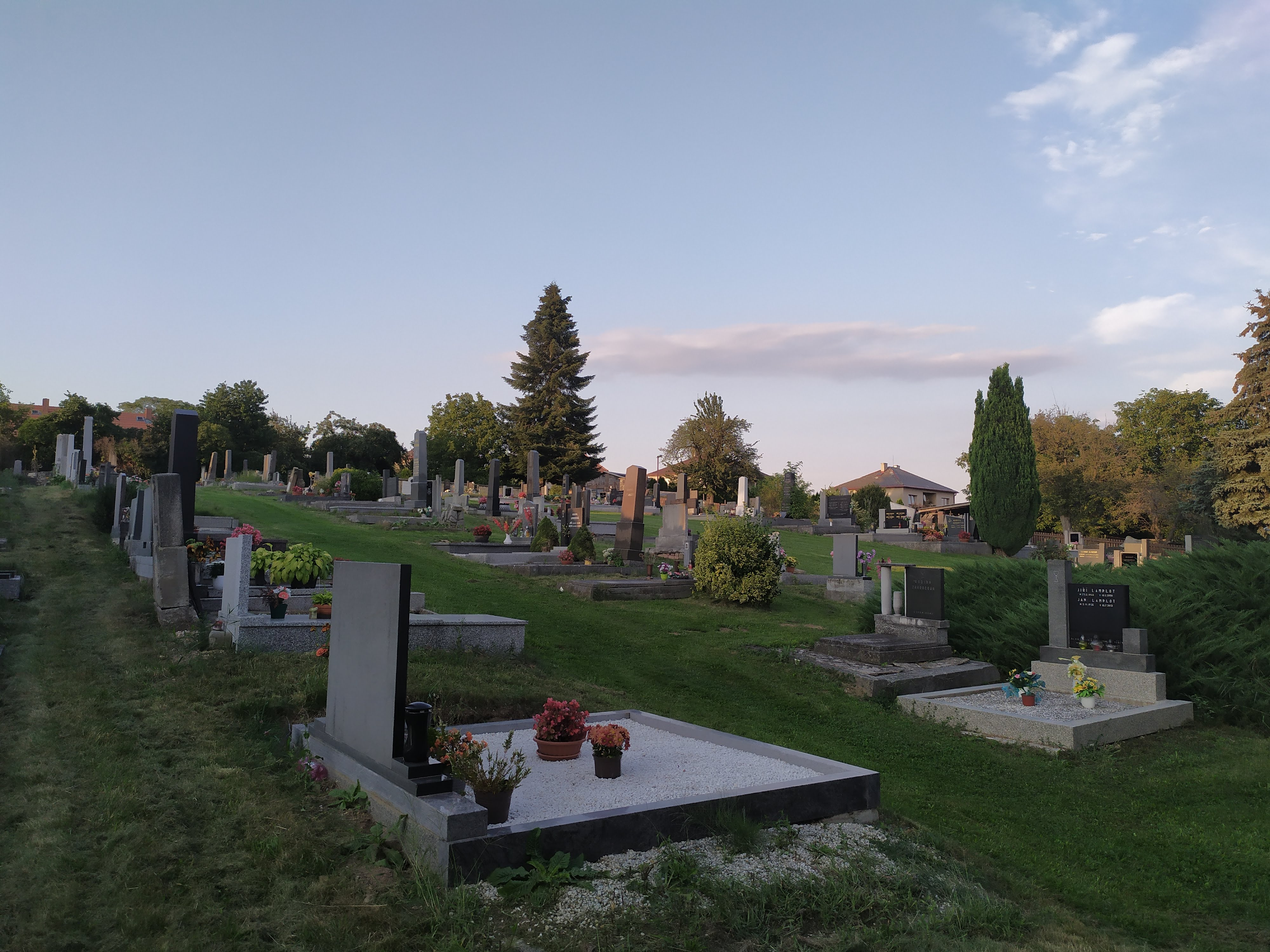
Evangelický hřbitov ve Sloupnici
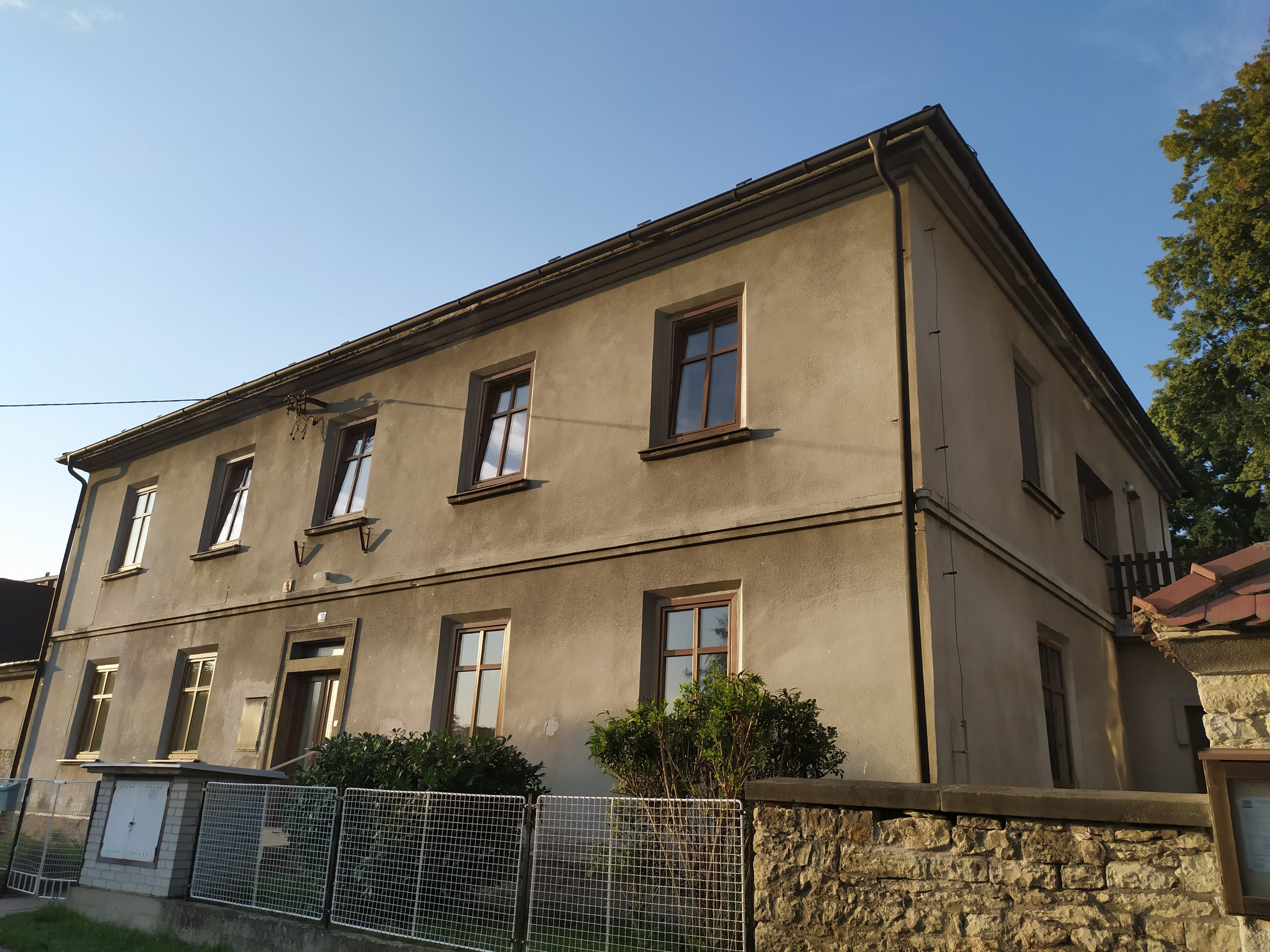
Evangelická fara na Dolní Sloupnici